# Acolutha semifulva
Acolutha semifulva là một loài bướm đêm trong họ Geometridae.